# Sampsigéram Ier
Pour les articles homonymes, voir Sampsigéram.
Sampsicéram Ier ou Sampsigéramos (en grec ancien Σαμψικέραμος / Sampsikéramos, en latin Sampsiceramus) est un prince arabe du Ier siècle av. J.-C., phylarque des Éméséniens. 

## Biographie
Sampsicéram fait prisonnier le roi séleucide Antiochos XIII puis l'élimine en 64 av. J.-C. pour se concilier les bonnes grâces de Pompée qui transforme la Syrie en province romaine. Celui-ci soumet ensuite les Éméséniens. Sampsicéram et son fils Jamblique Ier s'allient en 47 à Quintus Caecilius Bassus contre Jules César.

## Source antique
- Strabon, Géographie [détail des éditions] [lire en ligne], V.